# Beschermer (vlaggenschip)
De Beschermer was een 17e-eeuws oorlogsschip van de Admiraliteit van Amsterdam. Het werd door verschillende bevelvoerende kapiteins gebruikt, totdat het schip in 1677 vlaggenschip werd van commandeur Jacob Binckes tijdens zijn expeditie tegen Frans West-Indië. 

## De bouw
Na de verovering door de Engelsen in 1664 van de Nederlandse kolonie Nieuw-Nederland met als hoofdstad Nieuw-Amsterdam, besloot Raadpensionaris Johan de Witt, die een nieuwe Tweede Engels-Nederlandse Oorlog verwachtte, op advies van Michiel de Ruyter, tot een uitgebreid bouwprogramma voor een nieuwe Nederlandse oorlogsvloot. Dit was versneld mogelijk, omdat het patent van de houtzaagmolen, van de onbekende parttime-uitvinder Cornelis Corneliszoon van Uitgeest, uit een klein dorp ten noorden van Amsterdam, in 1610 verlopen was. Opperbevelhebber van de Nederlandse oorlogsvloot, luitenant-admiraal Maarten Tromp had herhaaldelijk maar tevergeefs tijdens de Eerste Engels-Nederlandse Oorlog verzocht om de bouw van zestig grote oorlogsschepen, groter dan zijn eigen vlaggenschip de Brederode, om de deels dramatisch verlopen oorlog te kunnen voortzetten. Maar de Staten-Generaal stelde telkens na een overwinning van Tromp deze versterking uit tot het te laat was. De Witt trok hier conclusies uit en voerde met een vooruitziende blik dit bouwprogramma in 1665 versneld uit. Daarvoor werd de scheepsontwerper Salomon Janszn van den Tempel aangetrokken, wiens vader de vlaggenschepen Brederode in 1644 van Maarten Tromp en de Eendragt in 1655 van luitenant-admiraal Jacob van Wassenaer Obdam gebouwd had. Er werd een aantal drie-dekkers gebouwd, zoals de Zeven Provinciën, het latere vlaggenschip van de nieuwe opperbevelhebber De Ruyter, met drie lagen geschutsdekken en tussen de 80 en 90 kanonnen.
De Beschermer werd gebouwd als kleiner model, als twee-dekker, met twee lagen geschutsdekken en 50 kanonnen. Het werd in 1665 gebouwd voor de Admiraliteit van Amsterdam en voor de vloot van de Staten-Generaal en de lengte was 142 voet en haar grootste breedte was 36.5 voet. De eerste tijdelijke kapitein van de Beschermer was Pieter Corneliszoon de Sitter, uit een Groningse familie die verschillende kapiteins voor de handels- en oorlogsvloot leverde.

## In actie

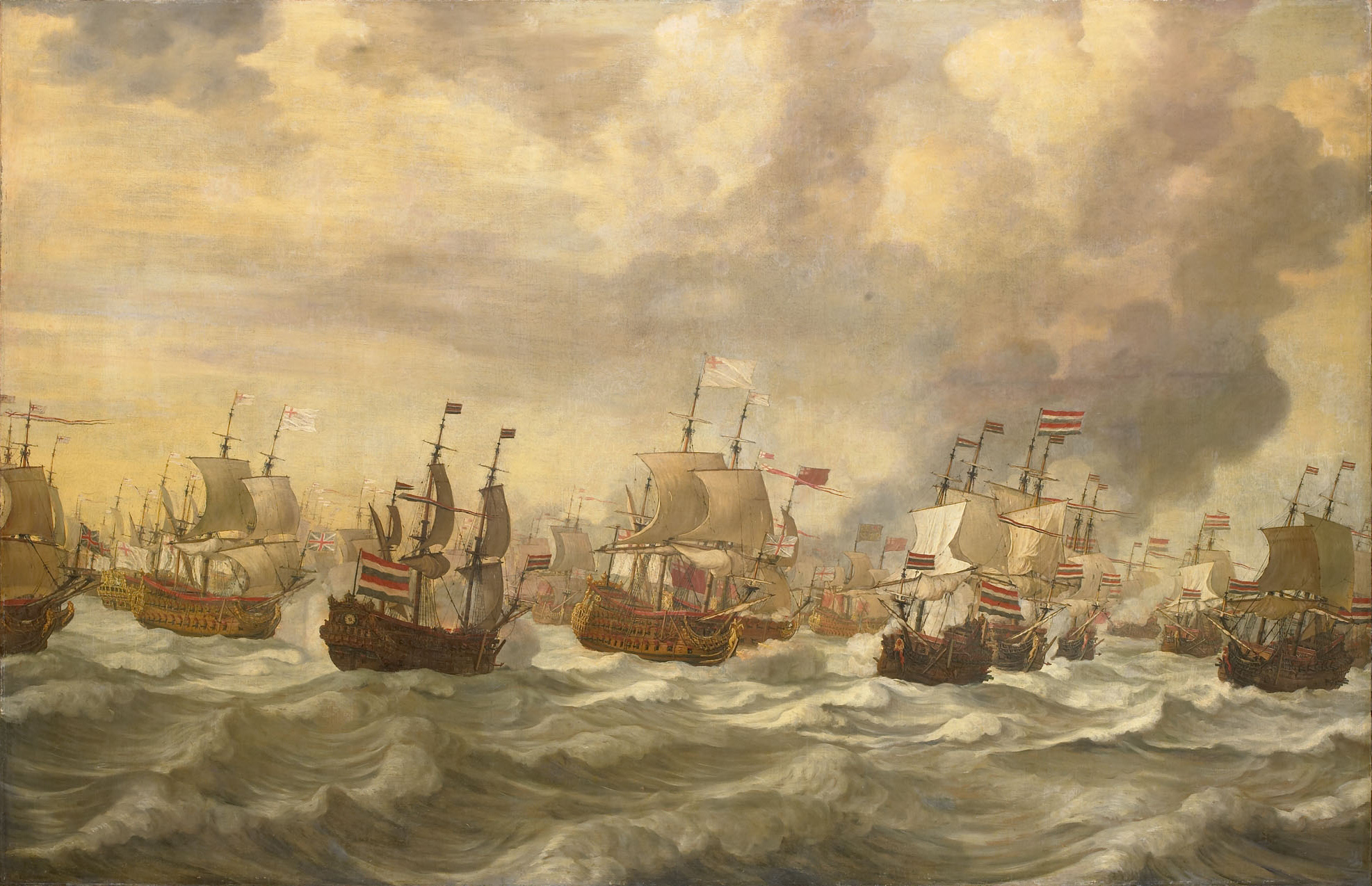
De Beschermer in de Vierdaagse Zeeslag

De Beschermer werd tijdens de Tweede Engelse Oorlog van 11 tot 14 juni 1666 voor het eerst ingezet tijdens de Vierdaagse Zeeslag tussen de Vlaamse en Engelse kust. De kapitein op de Beschermer tijdens deze langste zeeslag tussen de Engelsen en Nederlanders ooit uitvochten, was dit keer de Amsterdammer Willem van der Zaen. Op 10 juni 1666 was Van der Zaen aanwezig tijdens de krijgsraad aan boord van de Zeven Provinciën, het vlaggenschip van De Ruyter. Op 11 juni 1666 besloot de Engelse opperbevelhebber George Monck tijdens een ruwe wind met veel zeegang een directe charge-aanval op de verspreid liggende Nederlandse vloot uit te voeren. De kapiteins van de Nederlandse schepen kapten in alle haast hun ankers en probeerden zo snel mogelijk een linie te vormen om hun geschutslagen aan de vijand te laten zien. Maar de Beschermer van kapitein Van der Zaen voer als enige Nederlands schip opeens dwars door de chargerende Engelse schepen heen en ontving van alle Engelse schepen laag na laag. De Beschermer liep daardoor grote schade op en had veel doden en gewonden onder zijn bemanning. Op de eerste dag van de zeeslag moest de Beschermer dan ook samen met de Hollandia, het schip van luitenant-admiraal Cornelis Tromp en de Delft, de Reiger, de Asperen en de Gelderland voor herstel naar de thuishaven, waarbij zij meteen de buitgemaakte Engelse schepen meenamen, iets wat overigens later Van der Zaen kwalijk werd genomen, omdat hij als vierde in commando tijdelijk zijn post verliet. Maar de Beschermer zou in de overige dagen gewoon weer meevechten en veroverde op de tweede dag met andere Nederlandse schepen het Engelse schip Seven Oaks. De Ruyter wist een overwinning te behalen op de Engelse vloot, die in opkomende mist over de zandbanken wist te ontsnappen. De Engelsen verloren gedurende deze zeeoorlog tien schepen, de Nederlanders vier, terwijl zij zes Engelse schepen wisten te veroveren. Kapitein Van der Zaen, moest zich later voor de Staten-Generaal verantwoorden voor zijn roekeloze optreden met de Beschermer tijdens deze bloedige zeeslag. De tekst van zijn schriftelijke verdediging is bewaard gebleven:   
Wij, met ons schip genaemt de Bescherminge de loeffwaerts zijnde,
hebben op de Engelsche vloot aengestelt ende zijn tusschen den admirael
van de witte vlagge ende den vice-admirael van de roode vlagge, al
sjarcheerende, door gepassiert met toewuyffen ende spreecken; ende zijn
voort gepassiert den admirael Monck ende andere hooftofficieren tot aen
het eynde van de vloot, hebbende wederom met chaercheren gewent.
Ditmaal had de schilder Willem van der Velde de Oude, die van De Ruyter speciale schriftelijk toestemming kreeg om schilderend in de buurt van de vloot aanwezig te zijn, na de zeeslag een schilderij over de actie van de Beschermer gemaakt. Hierop lijkt de Beschermer als enige van alle aanwezige schepen bemand. Het schilderij over de Beschermer kwam later in het bezit van het Rijksmuseum in Amsterdam.

## De Beschermer valt Engeland binnen
Vanwege uitgebreide herstelwerkzaamheden aan de Beschermer door de actie van kapitein Van der Zaen en de felle gevechten tijdens de Vierdaagse Zeeslag in 1666 deed het schip vermoedelijk niet mee aan de Tweedaagse Zeeslag in datzelfde jaar. 

## Derde Engelse Oorlog
Na de Tweede Engelse Oorlog en de Vrede van Breda in 1667 deed de Beschermer mee aan patrouillediensten langs de Nederlandse kust en het escorteren van handelsschepen. Tijdens de Derde Engels-Nederlandse Oorlog nam de Beschermer deel aan verscheidene acties:
- In mei 1672 in het eskader van De Ruyter tijdens de Slag bij Solebay met David Swerius Sweers met 200 matrozen en 45 soldaten. Na de slag waren er 15 doden, 17 zwaargewonden en 10 lichtgewonden.
- Het schip nam met 216 matrozen en 29 soldaten in 1673 deel aan de Eerste Slag bij het Schooneveld met kapitein David Swerius Sweers.
- In 1673 tijdens de Tweede Slag bij het Schooneveld met David Swerius Sweers.
- Het schip nam met 200 matrozen en 16 soldaten in 1673 deel aan de Slag bij Kijkduin in het eskader van luitenant-admiraal Cornelis Tromp van de Admiraliteit van Amsterdam. Swerius Sweers sneuvelde op de Beschermer. Hij was een broer of neef van de eveneens gesneuvelde viceadmiraal Isaac Sweers op de zware Oliphant met 82 kanonnen.
- In juni 1674 werd Pieter Corneliszn de Sitter opnieuw kapitein van het schip. Hij deed eerder in 1667 mee als kapitein op de Huis te Jaarsveld tijdens de Tocht naar Chatham en de minder succesvolle aanval op Harwich. Hij was erbij als kapitein op de Agatha met 50 kanonnen, tijdens de Slag bij Solebay, de beide Schooneveld-zeeslagen en de gewonnen Slag bij Kijkduin. Hij vergezelde op de Beschermer De Ruyter met diens expeditie naar Martinique. Het schip had tijdens deze reis 188 matrozen en 91 extra soldaten aan boord. In 1676 overleed De Sitter op de Zuiderhuis aan paratyfus tijdens De Ruyters expeditie naar de Middellandse Zee.
- In 1677 tijdens de Eerste Slag bij Tobago met commandeur Jacob Binckes was de Beschermer een van de weinige overlevende Nederlandse schepen.
- In 1677 tijdens de Tweede Slag bij Tobago werd de Beschermer veroverd door de Fransen tijdens welke slag commandeur Binckes sneuvelde.

## De nieuweBeschermer
- In 1690 werd een nieuwe Beschermer gebruikt voor de Admiraliteit van het Noorderkwartier als vlaggenschip voor Gerard Callenburgh. Dit grotere schip had 90 kanonnen. Het was een van de vijftien grote drie-dekkers, gebouwd in de periode tussen 1682-1695.
- In 1694 deed de Beschermer dienst bij een gecombineerde Nederlands-Engelse ontzetting van Barcelona, onder bevel van Gerard Callenburgh.
- In 1702 deed de Beschermer mee met Gerard Callenburgh bij de verovering van een Spaanse Zilvervloot tijdens de Slag in de Baai van Vigo in Zuid-Spanje.
- In 1704 deed de Beschermer opnieuw onder Gerard Callenburgh mee aan een Nederlands-Engelse verovering van Gibraltar.
- In 1691 werd ook een Beschermer bij de Admiraliteit van de Maze gebouwd. Zij was 174 Amsterdamse voet lang en werd 1715 het laatste keer genamd.